# Fortjenstordenen (Commonwealth of Nations)
Order of Merit (Fortjenstordenen) er en britisk orden, der blev grundlagt den 23. juni 1902 af kong Edward 7. af Storbritannien. Forbilledet var den preussiske orden Pour le Mérite.
Ordenen tildeles af monarken personligt som belønning for fremragende indsats inden for kunst, uddannelse, litteratur og videnskab eller for anden fremragende indsats, som monarken ønsker at belønne.
Fortjenstordenen har kun én klasse, der hedder medlem (Member). Ordenen er inddelt i en civil og en militær afdeling. I det britiske ordensvæsen rangerer Fortjenstordenen lige efter Royal Victorian Order. Medlemskab i ordenen medfører ikke adelskab, titel som ridder eller anden status, men en modtager af ordenen er berettigede til at benytte bogstaverne «OM» efter sit navn.
Den regerende monark er ordensherre.